# ویل ساندرسون
ویل ساندرسون (انگلیسی: Will Sanderson؛ زادهٔ ۲۶ مهٔ ۱۹۸۰) یک هنرپیشه، و بازیگر سینما اهل کانادا است.
از فیلم‌ها یا برنامه‌های تلویزیونی که وی در آن نقش داشته است می‌توان به به نام پادشاه: داستان محاصره سیاه‌چاله، فار کرای، تنها در تاریکی، خون رینی، بذر اشاره کرد.